# Chapelle Saint-Grat de Lucéram
La chapelle Saint-Grat est une chapelle catholique située à Lucéram, en France.

## Localisation
La chapelle est située dans le département français des Alpes-Maritimes, sur la commune de Lucéram.

## Historique
L'édifice est classé au titre des monuments historiques le 27 février 1928.